# Nick Wirth
Nicholas John Peter "Nick" Wirth, född 26 mars 1966 i London Borough of Merton, är en brittisk ingenjör och racerbilkonstruktör. Han har arbetat för tillverkare som Benetton Formula och Virgin Racing. Wirth var även medgrundare till formel 1-stallet Simtek. Han har därefter startat teknikbolaget Wirth Research.